# Khalfan Mubarak
Khalfan Mubarak Khalfan Obaid Alrezzi Al Shamsi (arabisch خلفان مبارك خلفان عبيد الرزي الشامسي, DMG Ḫalfān Mubārak Ḫalfān ʿUbaid ar-Rizzī aš-Šāmisī; * 9. Mai 1995 in Adschman) ist ein Fußballspieler aus den Vereinigten Arabischen Emiraten, der beim Erstligisten al-Jazira Club unter Vertrag steht. Der Flügelspieler ist seit Juni 2016 Nationalspieler der Vereinigten Arabischen Emirate.

## Karriere

### Verein
Der in Adschman geborene Khalfan Mubarak begann seine fußballerische Ausbildung beim lokalen Adschman Club und im Jahr 2008 wechselte er in die Jugendakademie von al-Ahli Dubai. Dort wurde der Flügelspieler im Verlauf der Saison 2012/13 erstmals in die erste Mannschaft beordert. Am 4. Januar 2013 gab er beim torlosen Unentschieden gegen al Shabab im Ligapokal sein Debüt, als er bereits nach 27 gespielten Minuten für den verletzten Saad Surour eingewechselt wurde. In der verbleibenden Spielzeit absolvierte er auch sein Debüt in der höchsten Spielklasse der Vereinigten Arabischen Emirate und zusätzlich dazu zwei weitere Pokalpartien.
Am 12. Juli 2013 schloss sich Khalfan dem Ligakonkurrenten al-Jazira Club, wo er mit einem Dreijahresvertrag ausgestattet wurde. Das erste Ligaspiel für seinen neuen Verein bestritt er am 14. Dezember 2013 (10. Spieltag) beim 1:0-Heimsieg gegen den Emirates Club. Auch bei al-Jazira kam er vorerst nur sporadisch zum Einsatz und in seiner ersten Saison 2013/14 stand er nur in drei Ligaspielen auf dem Spielfeld. Am 6. November 2014 gelang ihm beim 3:1-Ligapokalsieg gegen den al Ain Club das erste Tor seiner jungen Profikarriere. In dieser Spielzeit 2014/15 wurde er auch bereits in zehn Ligapartien berücksichtigt, kam dabei aber meist nur in der Schlussphase auf das Spielfeld.
Im Verlauf der darauffolgenden Saison 2015/16 kam er immer häufiger als Starter zum Einsatz und schaffte es mit einem Tor und sieben Vorlagen in 15 Ligaeinsätzen zu überzeugen. In der nächsten Saison 2016/17 konnte er seinen Einfluss weiter steigern und trug mit sieben Treffern und 12 Assists in 22 Ligaeinsätzen wesentlich zum Gewinn der Ligameisterschaft bei. Nach der stärksten Saison seiner Karriere, folgte in der Spielzeit 2017/18 eine drastische Verschlechterung seiner Leistung. Er verlor seinen Stammplatz und bestritt nur noch 16 Ligaspiele, in denen ihm drei Tore gelangen. In der folgenden Saison 2018/19 erlebte er mit 11 Torerfolgen und 14 Vorarbeiten in 23 Ligaeinsätzen wieder einen deutlichen Aufschwung, nur um in der Spielzeit 2019/20 mit vier Treffern in 15 Ligaeinsätzen wieder eine deutlich schwächere Quote an Torbeteiligungen aufzuweisen.

### Nationalmannschaft
Am 3. Juni 2016 debütierte Khalfan bei der 1:3-Testspielniederlage gegen Jordanien für die Nationalspieler der Vereinigten Arabischen Emirate, als er in der 58. Spielminute für Ahmed Ali eingewechselt wurde. Im Januar 2019 nahm er mit der Auswahl an der Asienmeisterschaft im eigenen Land teil. Beim 2:0-Sieg gegen Indien im zweiten Gruppenspiel gelang ihm sein erstes Länderspieltor. Mit al Abyad scheiterte er erst im Halbfinale am späteren Asienmeister Katar.

## Erfolge
al-Ahli Dubai
- UAE President’s Cup: 2012/13

al-Jazira Club
- UAE Arabian Gulf League: 2016/17
- UAE President’s Cup: 2015/16